# Chilkana Sultanpur
Chilkana Sultanpur é uma cidade e uma nagar panchayat no distrito de Saharanpur, no estado indiano de Uttar Pradesh.

## Demografia
Segundo o censo de 2001, Chilkana Sultanpur tinha uma população de 16,110 habitantes. Os indivíduos do sexo masculino constituem 53% da população e os do sexo feminino 47%. Chilkana Sultanpur tem uma taxa de literacia de 41%, inferior à média nacional de 59.5%; a literacia no sexo masculino é de 47% e no sexo feminino é de 34%. 21% da população está abaixo dos 6 anos de idade.